# باولو بوي
باولو بوي (1528، سرقوسة - 1598، نابولي) لاعب شطرنج إيطالي، يعتبر أحد أفضل لاعبي الشطرنج في القرن السادس عشر.

## مسيرته

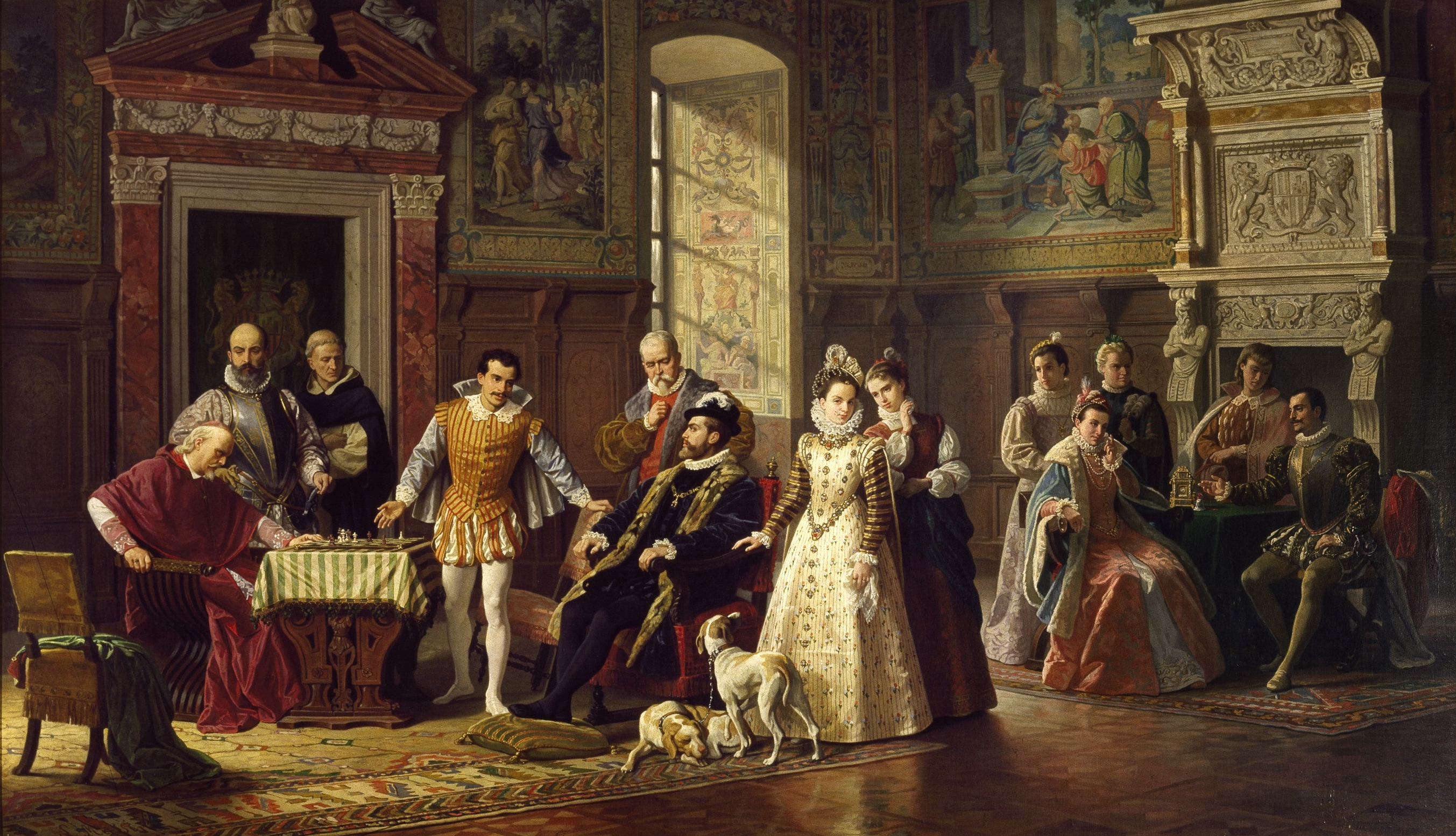
لويجي موسيني - ليوناردو دا كوترو وروي لوبيز يلعبان في لعبة قطع من إسبانيا

يلقب باولو بوي بالصقلي (Il Siracusano) وينحدر من عائلة ثرية، منذ صغره بدأ باولو لعب الشطرنج وفي شبابه أصبح صديق بيوس الخامس والعديد من الشخصيات الإيطالية النبيلة التي تفوق عليها في الشطرنج.
في 1575 سافر إلى إسبانيا ولعب في بلاط الملك فيليب الثاني وفاز في بطولة أقيمت بمدريد على أقوى لاعبين في إسبانيا آنذاك روي لوبيز وسيرون، ألهمه هذا الانتصار على السفر إلى كامل أنحاء أروبا والانتصار على كل من واجهه، وكان من بينهم ملك البرتغال سبستيان الأول، ويقدر إجمالي النقود التي ظفر بها خلال اشتراكه في بطولات الشطرنج حسب اللاعب بيترو كاريرا حوالي 30 ألف سكودو.
لدى عودته من إسبانيا تم أسره في خليج الأسد من قبل قراصنة جزائريين وتم بيعه كعبـد مقابل 2000 سيكوين، وكان سيده معجبا بالشطرنج فأعتقه وأعاد إليه حريته مقابل مبلغ من النقود.

## وفاته
يقول المؤرخ موراي أنه توفي إثر تسميم بعض الخصوم الغيورين له، فيما تقول مصادر أخرى أن الحمى أصابته أثناء ذهابه للصيد في أحـد المرات وأودت بحياته، في حين أن مصادر أخرى تقول أنه توفي بسبب سرطان المعدة سنة 1598.

## روابط خارجية
- باولو بوي على موقع مباريات الشطرنج (الإنجليزية)
- باولو بوي على موقع اتحاد المراسلات الدولية للشطرنج (الإنجليزية)

- صفحة اللاعب على موقع Chessgames.com